# Rollone
Rollone (in norreno Hrôlfr, in francese Rollon; 845/60 – Rouen, 932) fu jarl (o conte) dei Normanni, conte di Rouen, e capostipite della Casa di Normandia.
Rollone, detto anche Rollo,  fu soprannominato "il Camminatore", in quanto, secondo la Saga di Haraldr Hárfagri di Snorri Sturluson, a causa della sua straordinaria stazza non poteva montare alcuna cavalcatura e quindi doveva spostarsi sempre a piedi, e per questo fu soprannominato: Rolf Ganger (in norreno Göngu-Hrólfr). Nel 911, dopo essersi battezzato, assunse il nome di Roberto.
Ultimamente però lo storico delle religioni Régis Boyer, professore di lingue, letteratura e civilizzazioni scandinave dell'università Paris IV: Paris-Sorbonne, ha prospettato che il soprannome fosse dovuto al fatto che Rollone, prima di stabilirsi sulle rive della Senna, abbia girovagato parecchio, dalla Scandinavia alle isole britanniche, approdando infine alle coste del mare del Nord.

## Origine
Di Rollone non si conoscono con esattezza gli ascendenti, ma secondo la Saga di Harald Harfager dello storico islandese, Snorri Sturluson, il Rolf Ganger, che si era creato un vasto dominio territoriale, poi denominato Normandia, era uno dei figli legittimi dello Jarl (equiparabile a conte) di Møre e, per un breve periodo, anche conte delle Orcadi, Ragnvald Eysteinsson e di Ragnhilde, figlia di Rolf Nefia. Ragnvald Eysteinsson, secondo sia l'Orkneyinga Saga che l'Harald Harfager's Saga di Snorri Sturluson era l'unico figlio dello Jarl della zona di Upplands (l'attuale zona di Oppland, a nord di Oslo), Eystein Ivarsson, detto Glumra o Clattere, mentre della madre non si hanno notizie.

## Biografia
Secondo la Saga di Harald Harfager di Snorri Sturluson, suo padre, Ragnvald, era divenuto conte di Møre e di tutto il territorio del nord, dopo che Harald I, dopo la battaglia di Soskel dell'867, era divenuto unico re di Norvegia ed aveva preso il controllo di tutto il regno.
Dopo l'872, secondo sia l'Orkneyinga Saga che la Saga di Harald Harfager di Snorri Sturluson, Ragnvald si unì ad Harald I, per invadere le Isole Orcadi, Shetland ed Ebridi. Durante le operazioni belliche, il fratello di Rollone, Ivar, figlio legittimo primogenito di Ragnvald, perse la vita e, per compensarlo della perdita del figlio, Harald I gli assegnò i territori di Orcadi e Shetland, appena conquistate, col titolo di conte delle Orcadi.

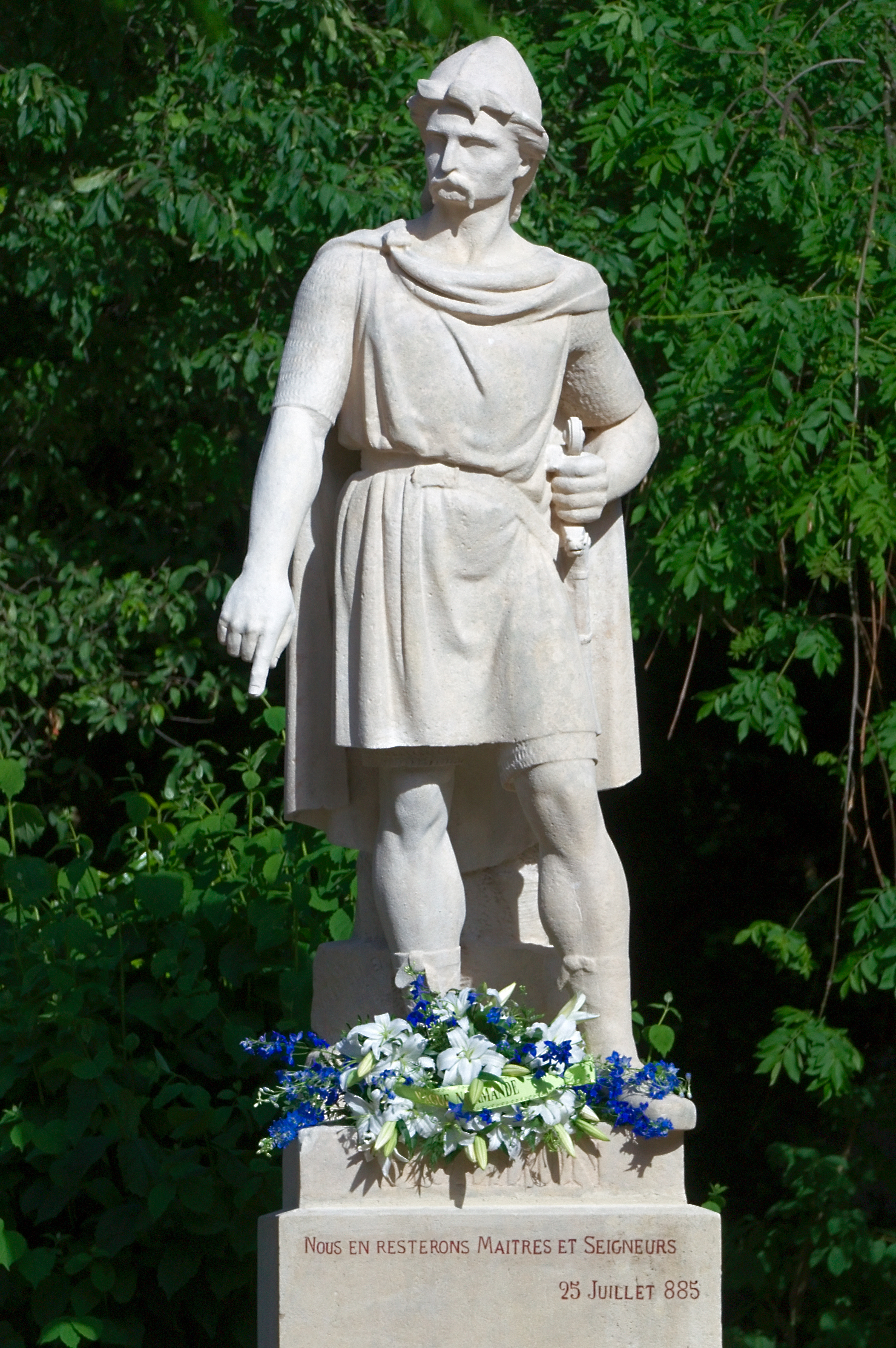
Statua di Rollone a Rouen.

Nell'874 fu bandito dal regno di Norvegia e, ancora secondo Snorri Sturluson, si era aggregato ad una banda di saccheggiatori che operavano nel mare norvegese orientale. Un'estate, guidò una spedizione di vichinghi sulla costa di Viken (la parte orientale dell'Oslofjord, di fronte allo Skagerrak), facendo una razzia di bestiame. Siccome il re Harald I in quei giorni si trovava proprio a Viken, e dato che considerava il saccheggio uno dei peggiori mali, dichiarò Rolf fuorilegge su tutto il territorio norvegese. Il re era talmente infuriato che anche la supplica della madre di Rolf, Hild (Ragnhilde), che ne invocava il perdono, fu inutile.
Rolf Ganger allora si mise a capo di una banda di Vichinghi, composta soprattutto da danesi, con la quale, dopo essere passato dalle Isole Shetland e dalle isole Orcadi, dove il conte era suo zio, Sigurd, passò dalla Scozia, e ancora secondo Snorri Sturluson, passò a ovest delle isole Ebridi arrivò nel Valland (il Nord della Francia), dove saccheggiò a più riprese le coste del mare del Nord e del canale della Manica e dove sottomise un ampio territorio, che popolò con gli uomini venuti dal nord, per cui fu denominata Normandia. Anche il monaco e cronista inglese Orderico Vitale riporta che verso la fine del secolo IX il duca Rollone, con un certo numero di giovani vichinghi danesi, invase la Neustria e mise in fuga gli eserciti che gli si opposero; l'invasione della Neustria da parte di Rollone viene ricordata anche dal Richeri Historiarum.
Pare che fosse passato anche in Irlanda ed in Inghilterra, dove secondo il monaco e scrittore normanno Guglielmo di Jumièges ebbe contatti con il re del Wessex, Atelstano (come riporta nel suo The History of the Norman Conquest of England: Its Causes and Its Results, lo storico britannico Edward Augustus Freeman), ma che lo stesso Freeman suggerisce sia stato Guthrum I dell'Anglia orientale, che veniva anche chiamato Guthrum-Atelstano, come conferma la Anglo-Saxon Chronicle, quando riporta la sua morte nell'890 e ricorda che Guthrum si fece battezzare col nome di Atelstano.
Ancora Guglielmo di Jumièges sostiene che Rollone, con l'aiuto di Atelstano, devastò la Frisia e le regioni adiacenti, e nell'876 prima risalì la Schelda e poi la Senna, arrivando sino a Jumièges.
In quello stesso anno, secondo il Chronicon Duplex Sancti Michaelis in periculo maris, Rollone arrivò in Normandia. Secondo la professoressa Elisabeth Van Houts, nel suo The Normans in Europe (Manchester: Manchester University Press, 2008), però, la conquista di Rouen e l'occupazione permanente della Normandia risalgono al 900 circa.
In quel periodo, come ci conferma Orderico Vitale, Rollone pose l'assedio a Parigi (tra l'885 e l'886, secondo Abbone il Curvo, che secondo Vitaledurò quattro anni, ma la città gli resistette, inoltre attaccò Bayeux e la conquistò e, sempre secondo Vitale, uccise il conte di Rennes e di Bayeux e marchese di Neustria, Berengario II e ne sposò la figlia, Poppa e continuò a devastare il nord della Francia sino alla Borgogna. Anche Guglielmo di Jumièges ci narra questi stessi avvenimenti, nei capitoli X, XI, XII, XIII e XIV del suo Historiæ Normannorum Scriptores Antiqui, liber II, come la presa di Rouen, l'assedio di Parigi, la conquista di Bayeux e la cattura di Poppa, figlia di Berengario II (senza citare l'uccisione di quest'ultimo), che sposò secondo l'usanza normanna (More danico); inoltre narra che Rollone si spinse sino in Borgogna, dove fu affrontato dal duca di Borgogna e conte di Troyes, Riccardo il Giustiziere, che lo sconfisse e lo obbligò a porre fine all'assedio di Chartres.

Il periplo di Rollone

Secondo il professore britannico Allen Mayer, Rollone era arrivato in Normandia dopo l'896; poco a poco, aveva acquisito una posizione di preminenza e, dopo aver combattuto contro il re carolingio Carlo il Semplice, si arrivò alla determinazione che nessuna delle due parti avrebbe potuto avere il sopravvento; nel 911, con il trattato di Saint-Clair-sur-Epte Carlo cedette ai Normanni parte della Neustria, cioè le contee di Rouen, Lisieux e Évreux e la porzione di territorio tra i fiumi Epte (un affluente di destra della Senna) e Bresle ed il mare. Rollone, in cambio, fece atto di sottomissione, acconsenti a convertirsi al Cristianesimo e si impegnò ad impedire i saccheggi di altre bande vichinghe. Sempre Guglielmo di Jumièges ci conferma gli avvenimenti e ci ha lasciato una fedele descrizione della "strana" cerimonia dell'investitura di Rollone. "Rollone si rifiutava di baciare il piede a Carlo, quando ricevette da lui il Ducato di Normandia. Tuttavia, spinto dalle preghiere dei Franchi, ordinò a uno dei suoi guerrieri di farlo in sua vece: costui afferrò il piede al re e lo portò alla bocca, ma lo baciò senza curvarsi, e fece cadere per terra il re. Donde grandi scoppi di risa e grande tumulto nella folla". Inoltre Guglielmo di Jumièges sostiene che, quando Carlo il Semplice concesse a Rollone il ducato di Normandia, il re di Bretagna Alano I ed il marchese di Neustria Berengario II fecero a Rollone un giuramento di fedeltà (la cosa non era possibile, in quanto Berengario II era morto da circa 15 anni, mentre Alano I era morto da poco; si riferiva evidentemente ai loro successori).
Rollone portava il titolo di jarl, o conte dei Normanni, e di conte di Rouen: infatti è riconosciuto come il primo capo dei Normanni e, a seguito degli accordi, sposò Gisela, la figlia di Carlo il Semplice; il matrimonio viene confermato anche da Orderico Vitale.
Il primo conte (Duca) di Normandia, quindi, nel 912, secondo Guglielmo di Jumièges si fece battezzare nella cattedrale di Rouen, prendendo il nome di "Roberto il Ricco" dal proprio padrino (il futuro re dei Franchi Roberto, nonno di Ugo Capeto e capostipite dei Capetingi); secondo Orderico Vitale, Rollone si battezzò assieme a tutto il suo esercito. Secondo i Flodoardi Annales, gli accordi tra Franchi e Normanni avvennero tra il 924 ed il 925 e oltre a Rollone i Normanni erano comandati anche da un certo Raginaldo, ma secondo la professoressa Elisabeth Van Houts, nel suo The Normans in Europe (Manchester: Manchester University Press, 2008), gli accordi del 911 sono ricordati in un manoscritto del 918 circa.
Nonostante le promesse però i Normanni che ora arrivavano liberamente nelle contee di Rollone si costituivano in bande e facevano razzie, spingendosi sino alla Loira, dove si stanziarono (nel 919 si stabilirono a Nantes, e cominciarono a chiedere un feudo, senza ottenerlo. Sempre nel 919, secondo i Flodoardi Annales, i Normanni, approfittando del fatto che il potere in Bretagna non era più unitario, devastarono l'intera Bretagna inclusa la Cornovaglia, regione situata sulla riva del mare. Dopo aver devastato tutto, cacciarono tutti i Bretoni.

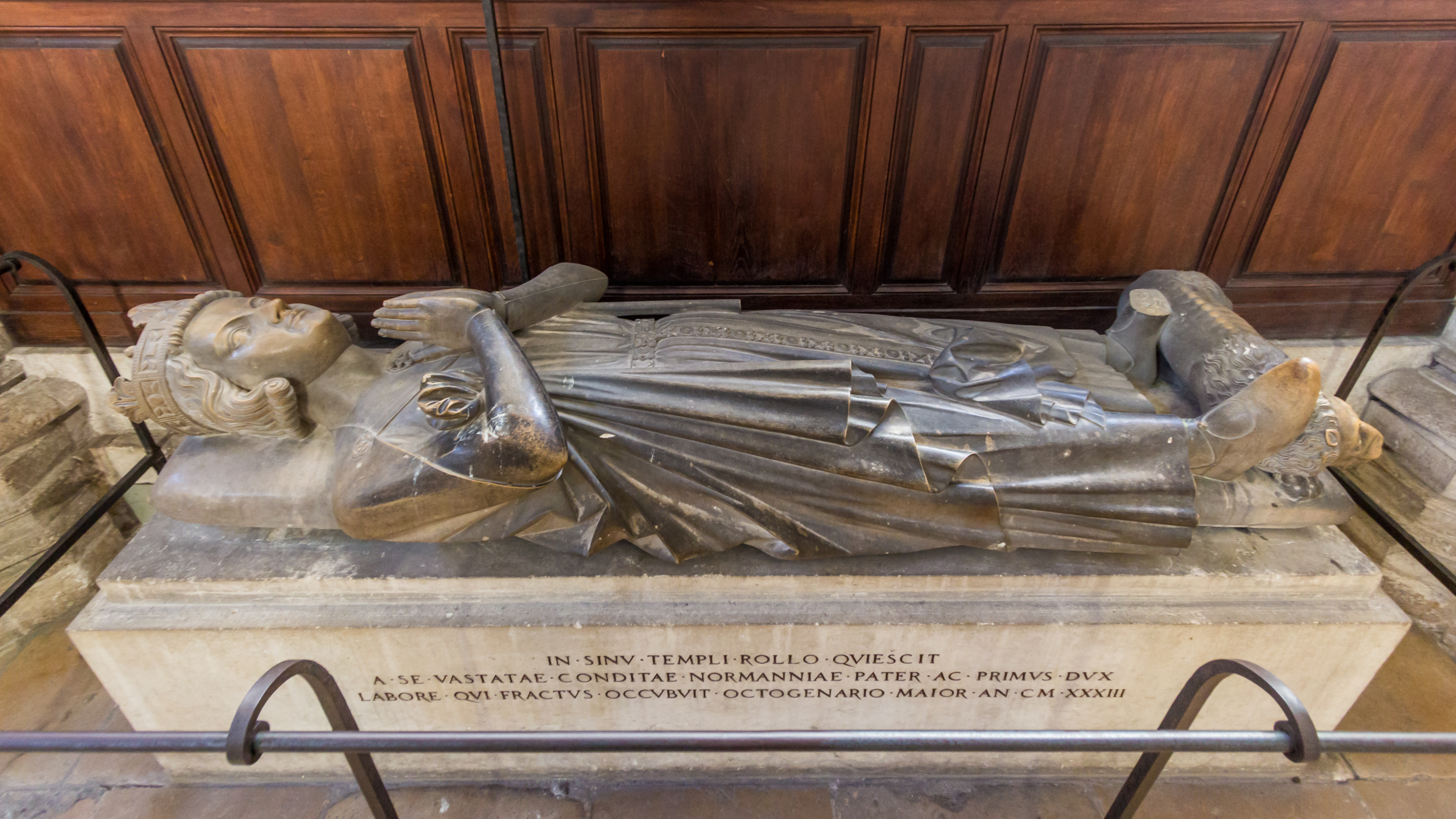
La tomba di Rollone nella Cattedrale di Rouen

I nobili franchi appoggiarono una rivolta contro il re dei Franchi occidentali, Carlo il Semplice, che, il 29 giugno 922, portò all'incoronazione a re dei Franchi occidentali, in contrapposizione a Carlo il Semplice, di Roberto I. In questa occasione Rollone fu leale coi carolingi e l'anno successivo li appoggiò alla battaglia di Soissons, del 15 giugno 923, dove Roberto morì.
Forse per merito di questa lealtà, nel 924, ottenne anche le contee di Bayeux e Sées.
Secondo i Flodoardi Annales, fu complice del tranello (raccontato nei dettagli da Rodolfo il Glabro) teso a Carlo il Semplice dal conte di Vermandois e di Meaux, Erberto II.
Rollone, secondo il monaco benedettino dell'abbazia di Malmesbury, nel Wiltshire (Wessex), Guglielmo di Malmesbury, morì a Rouen. La data esatta della morte di Rollone non ci è nota; secondo il Chronicon Duplex Sancti Michaelis in periculo maris, Rollone morì nel 927; secondo i Flodoardi Annales, nel 928 Rollone era ancora vivo. Si presume sia morto verso il 932.
A Rollone succedette il figlio Guglielmo Lungaspada, che egli aveva associato al potere fin dal 927. Secondo il cronista normanno, decano della collegiata di San Quintino, Dudone di San Quintino, Rollone, sentendosi vecchio, nominò suo erede Guglielmo e, radunati i capi Normanni, passò il potere che aveva sulla Normandia e sulla Bretagna a Guglielmo; infatti, secondo i Flodoardi Annales, fu Guglielmo che, nel castello d'Eu, rese omaggio a Carlo il Semplice e strinse alleanza con il conte di Vermandois e di Meaux, Erberto II). Comunque i Flodoardi Annales, nel 933, citano Guglielmo (Willelmus, princeps Nortmannorum) come il duca dei Normanni.
Secondo la Brevis Relatio de Origine Willelmi Conquestoris, Rollone ed il figlio, Guglielmo Lungaspada, furono sepolti a Rouen, nella chiesa della Beata Maria.
Ancora secondo Orderico Vitale, nel nono anno di episcopato (1064), a Rouen, di Maurilio, le salme di Rollone e del figlio Guglielmo furono portate nella cattedrale di Rouen.

## Matrimoni e discendenza
Rollone aveva contratto un primo matrimonio, secondo l'uso normanno (more danico), con una donna di cui non conosciamo né il nome né gli ascendenti, la quale secondo Elisabeth Van Houts era probabilmente di origine celtica e che gli aveva dato due figlie:
- Kadlina (Kathleen)[41]
- Niederga, la seconda figlia, confermata dalle Europäische Stammtafeln[42], vol II cap. 79 (non consultate)[31]

In seguito, Rollone aveva sposato more danico Poppa di Bayeux, figlia del conte franco di Rennes e di Bayeux e marchese di Neustria, Berengario II, e della moglie, che, secondo lo storico francese Arthur de La Borderie, nel secondo volume del suo Histoire de Bretagne, era la figlia del conte di Rennes, Gurvant, che fu re di Bretagna, unitamente a Pascweten o Pasquitano, conte di Vannes. Poppa diede a Rollone due figli:
- Guglielmo Lungaspada[1][7] (905 circa - 942), duca di Normandia[44]
- Gerloc[44] (910 circa - dopo il 969), ribattezzata Adele di Normandia, andò in sposa a Guglielmo III, conte di Poitiers e duca d'Aquitania.

Infine sposò Gisela, che secondo la Genealogiae Comitum Flandriae era figlia del re di Francia e di Lotaringia, Carlo il Semplice, figlio ultimogenito postumo del re dei Franchi occidentali ed inoltre Re di Lotaringia, Re di Provenza e Re di Aquitania, Luigi II il Balbo ed unico figlio della seconda moglie (come ci viene riportato dal cronista Reginone, quando cita la morte di Luigi il Balbo) Adelaide del Friuli (850 - 902), e di Frederuna, che, secondo Alain de Sancy, discendeva da un nobile casato sassone, mentre per Rosamond McKitterick era di origine lorenese. Gisela non diede figli a Rollone. 
Guglielmo I il Conquistatore e i successivi re Normanni d'Inghilterra (Guglielmo II, Enrico I e Stefano) discendono per linea diretta da Rollone; I re Plantageneti (da Enrico II a Riccardo III) discendono da lui per via materna, attraverso Matilda, figlia di Enrico I. Con i Tudor il legame si fa molto flebile.

## Nella cultura di massa
Nella serie televisiva Vikings (2013-2021) il guerriero Rollo, ispirato al personaggio storico, è il fratello maggiore di Ragnarr Loðbrók e viene interpretato dall'attore britannico Clive Standen, per quanto storicamente i due personaggi semi-leggendari provenissero da regioni diverse (Ragnarr dalla Svezia e Rollone dalla Norvegia) e si ritenga che Rollone avesse poco più di 20 anni al momento della morte di Ragnarr e dei suoi figli. Nella serie, che riprende diversi aspetti degli eventi principali legati alla storia dei Normanni, egli prende inoltre parte insieme al fratello alle fasi iniziali della conquista normanna dell'Inghilterra e all'assedio di Parigi.
Appare nel gioco Assassin's Creed Valhalla prima come alleato e poi come membro attivo della ciurma di Eivor.

### Fonti primarie
- (LA) Orkneyinga Saga: sive, Historia Orcadensium, edidit Jonas Jonaeus.
- (EN) Harald Harfager's Saga Archiviato il 29 novembre 2014 in Internet Archive..
- (EN) The Orkneyinga Saga, a cura di Joseph Anderson.
- (LA) Ordericus Vitalis, Historia Ecclesiastica, tomus. II.
- (LA) Richeri Historiarum.
- (EN) The Anglo-Saxon Chronicle, anni 879 - 893.
- (LA) Monumenta Germanica Historica, tomus III.
- (LA) Monumenta Germaniae Historica, Scriptores, tomus IX.
- (LA) Scriptores rerum gestarum Willelmi ConquestorisI.
- (EN) Dudo of St. Quentin's Gesta Normannorum Archiviato il 15 agosto 2009 in Internet Archive..
- (LA) Flodoardi Annales, pars I (877-944).
- (LA) Rodulfus Glaber Cluniacensis: Historiarum Sui Temporis Libri Quinque.
- (LA) Nouae bibliothecae manuscript. librorum tomus primus.
- (LA) Historiæ Normannorum Scriptores Antiqui.

### Letteratura storiografica
- René Poupardin, I regni carolingi (840-918), in Storia del mondo medievale - L'espansione islamica e la nascita dell'Europa feudale, vol. 2, 1979,  pp. 583-635.
- Louis Halphen, Francia: gli ultimi Carolingi e l'ascesa di Ugo Capeto (888-987), in Storia del mondo medievale - L'espansione islamica e la nascita dell'Europa feudale, vol. 2, 1979,  pp. 636-661.
- Allen Mayer, I vichinghi, in Storia del mondo medievale - L'espansione islamica e la nascita dell'Europa feudale, vol. 2, 1979,  pp. 734-769.
- (EN) Elisabeth Van Houts, The Normans in Europe, Manchester University Press, 2008}.
- (EN) The History of the Norman Conquest of England: its causes and its results, vol. 1.
- (FR) Histoire de Bretagne, de l'année 754 a l'année 995 di Arthur Le Moyne de La Borderie (archiviato dall'url originale il 4 settembre 2014).